# A Charlie Brown Christmas (tekenfilm)

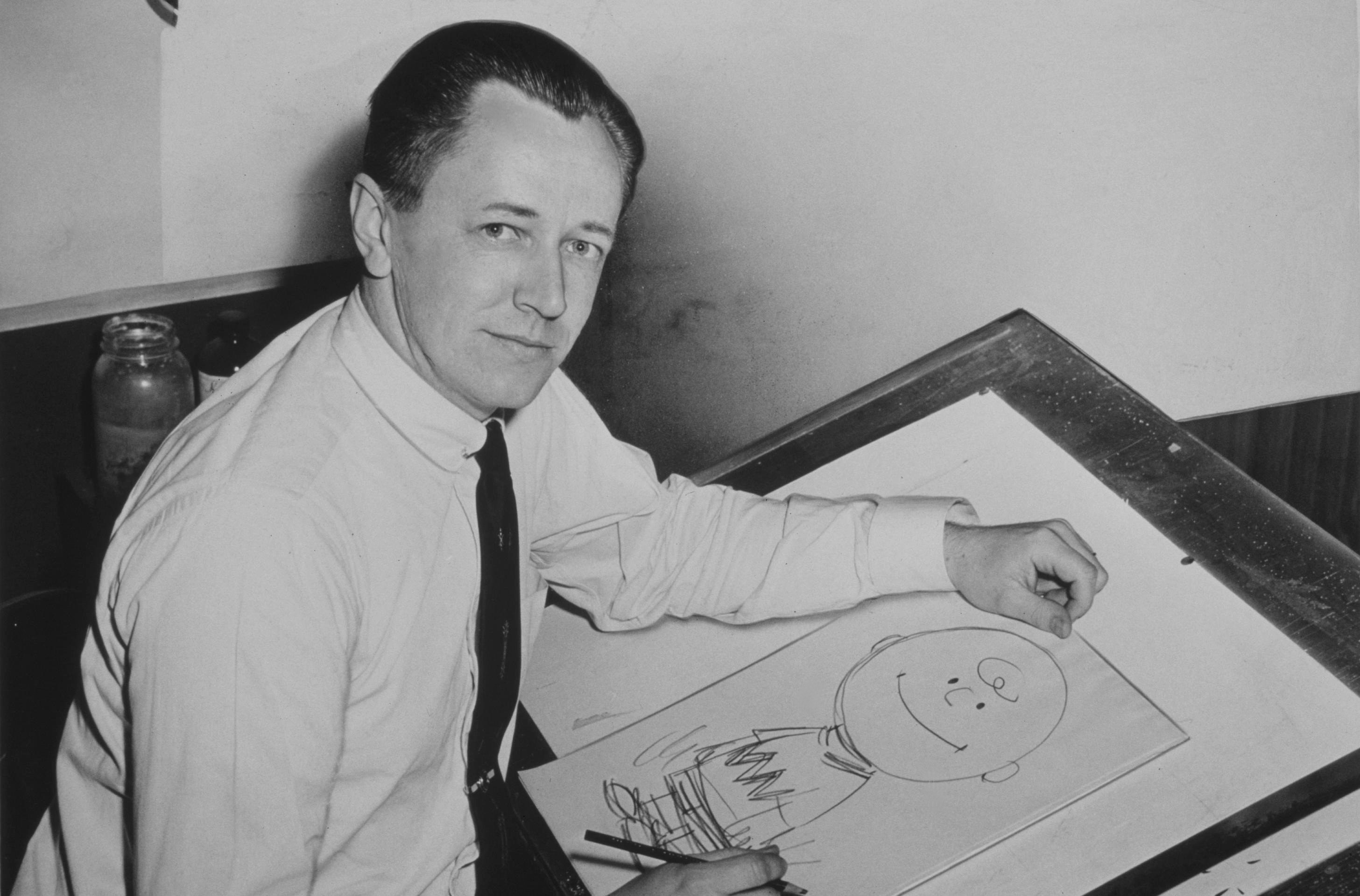
Charles Schulz, bedenker van Charlie Brown

A Charlie Brown Christmas is een Amerikaanse tekenfilmspecial uit 1965. Het is de eerste van vele primetime animatiespecials gebaseerd op de stripserie Peanuts van Charles M. Schulz. De special werd geproduceerd en geregisseerd door Bill Meléndez, die tevens de stem van het personage Snoopy deed. De special werd van 1965 tot 1999 jaarlijks uitgezonden op CBS, en sinds 2000 op ABC.

## Verhaal
Terwijl Charlie Brown en Linus van Pelt op weg zijn naar de bevroren vijver waar de rest van de groep aan het schaatsen is, bespreken ze de naderende feestdagen. Ondanks de kerstkaarten en vele feestversieringen voelt Charlie zich nog net zo depressief als anders.
Uiteindelijk besluit Charlie voor advies naar Lucy’s kraampje voor psychiatrische hulp te gaan. Ze adviseert hem om een toneelstuk voor school te organiseren gebaseerd op de Geboorte van Jezus. Dat zal hem wel helpen in de kerststemming te komen.
Onderweg naar het auditorium komt Charlie langs Snoopy, die druk bezig is zijn hondenhok te versieren. Hij doet blijkbaar mee aan een buurtwedstrijd wie de mooiste kerstdecoratie kan bedenken. Charlie is gefrustreerd dat zijn eigen hond ook al meedoet met de commercialisatie van het kerstfeest. Later blijkt ook zijn zusje Sally Brown door de commercialisatie te zijn getroffen wanneer ze een brief schrijft aan de Kerstman waarin ze om geld vraagt.
Charlie begint met de voorbereidingen van het toneelstuk, maar stuit op veel tegenstand. De meeste kinderen die meespelen willen het verhaal liever wat moderniseren, terwijl Charlie alles zo origineel mogelijk wil houden. In de hoop zijn medespelers wat meer in de stemming te brengen besluit hij voor hen een kerstboom te halen. Terwijl Lucy de organisatie overneemt, gaat Charlie met Linus naar een lokale kerstboommarkt. Daar blijken echter alleen kunstbomen te worden verkocht, met uitzondering van een klein boompje. Linus twijfelt aan Charlies keuze, maar Charlie is ervan overtuigd dat met de juiste versiering dit kleine boompje best nog wat kan worden.
De anderen denken er echter anders over, en wanneer het duo met de boom terugkomt krijgen ze de wind van voren. Charlie begint nu zelf te twijfelen of hij wel de ware betekenis van Kerstmis kent. Linus helpt hem door op het toneel te citeren uit de Evangelie volgens Lucas, en dan met name over het stuk waarin de engelen aan de herders de geboorte van Jezus Christus aankondigen. Overtuigd dat hij zijn Kerstmis niet hoeft te laten vergallen door de alom heersende commercialisatie, neemt Charlie de boom mee naar zijn huis om hem daar te versieren.
Onderweg passeert hij het rijkelijk versierde hondenhok van Snoopy, dat zojuist de eerste prijs heeft gewonnen in de buurtwedstrijd. Dit geeft hem een idee, en hij gebruikt een paar van Snoopy’s versieringen voor de boom. Het gewicht van de versieringen is echter te veel voor het kleine boompje, en het buigt door. Teleurgesteld loopt Charlie weg. Nauwelijks is hij weg, of de rest van de groep arriveert bij het hondenhok. Eveneens geïnspireerd door Linus’ speech buigen ze de boom weer recht en versieren hem verder. Wanneer Charlie terugkomt en de boom ziet, kan hij aanvankelijk zijn ogen niet geloven. De anderen wensen hem een fijn kerstfeest toe. Tijdens de aftiteling klinkt het nummer Hark! The Herald Angels Sing.

## Rolverdeling
| Acteur            | Personage               |
| ----------------- | ----------------------- |
| Peter Robbins     | Charlie Brown           |
| Christopher Shea  | Linus van Pelt          |
| Tracy Stratford   | Lucille "Lucy" van Pelt |
| Kathy Steinberg   | Sally Brown             |
| Chris Doran       | Schroeder and Shermy    |
| Geoffrey Ornstein | Pigpen                  |
| Karen Mendelson   | Patty                   |
| Sally Dryer       | Violet Gray             |
| Ann Altieri       | Frieda                  |
| Bill Meléndez     | Snoopy                  |

## Geschiedenis
Het maken van een animatieversie van de stripserie Peanuts was geen gemakkelijke taak. De bedenkers van de strip presenteerden het idee voor een kerstspecial aan CBS. Coca-Cola stemde toe de special te sponsoren, op voorwaarde dat er een paar referenties naar het colamerk in zouden worden verwerkt.
De productie werd gedaan met een minimum budget, wat terug te zien is aan de animatiestijl en het geluid. Voor de stemmen van de personages werden grotendeels kinderen gebruikt. Op de stemacteurs van Charlie Brown (Peter Robbins) en Lucy (Tracy Stratford) na, hadden geen van deze kinderen ervaring met het werk. Kathy Steinberg, die de stem van Sally deed, was zelfs nog te jong om te kunnen lezen. Daarom moest haar tekst worden voorgezegd.
Networkofficials waren niet allemaal te spreken over de weg die Schulz en Melendez waren ingeslagen met de special. Zo vonden ze dat Linus niet het verhaal over Jezus’ geboorte zou moeten voorlezen. Schulz hield echter voet bij stuk daar hij zelf fel tegen de commercialisatie van Kerstmis was, en graag weer eens een programma op tv zag dat de ware betekenis van Kerstmis zou benadrukken.
Een ander punt van kritiek was dat Schulz weigerde het geluid van lachend publiek in de special te verwerken ter ondersteuning van de grappige scènes. Toen de officials de uiteindelijke versie zagen, vreesden ze dat het een flop zou worden.
Toen de special werd uitgezonden, bleek het echter een groot succes. Dit succes opende de weg voor Schulz om meer specials te laten maken gebaseerd op zijn stripserie. Sinds de eerste uitzending is de special een traditie geworden voor de kerstperiode.
Tot 1999 behield CBS de rechten op de special. In januari 2000, een maand voor de dood van Schulz, kreeg ABC de rechten in handen als onderdeel van een deal tussen het netwerk en Schulz. In september 2002 werd de special op dvd uitgebracht.

## Andere versies
De volledige versie van de special is slechts driemaal uitgezonden, in 1965, 1966 en 1967. Vanaf 1968 was Coca-Cola niet langer de primaire sponsor van de special, waardoor de producers besloten alle referenties naar dit colamerk uit de special te halen.

## Prijzen
In 1966 werd “A Charlie Brown Christmas” genomineerd voor een Emmy Award in de categorie Special Classification of Individual Achievements, en won de Emmy voor Outstanding Children’s Program.
Datzelfde jaar won de special de Peabody Award.

## Invloed
De muziek van A Charlie Brown Christmas,gecomponeerd door jazzcomponist Vince Guaraldi, is vrijwel net zo bekend geworden als de special zelf. Vooral het nummer "Linus and Lucy" werd na de special het kenmerkende muzikale nummer voor de Peanuts-specials.
Referenties en parodieën op de special zijn verwerkt in tal van andere media.